# Gare de Palasca
La gare de Palasca est une gare ferroviaire française de la ligne de Ponte-Leccia à Calvi (voie unique à écartement métrique), située sur le territoire de la commune de Palasca, dans le département de la Haute-Corse et la Collectivité territoriale de Corse (CTC).
Elle est mise en service en 1889 par la Compagnie de chemins de fer départementaux (CFD). C'est une halte voyageurs des Chemins de fer de la Corse (CFC) desservie par des trains « grande ligne ». Arrêt facultatif (AF), il faut signaler sa présence au conducteur pour qu'il y ait un arrêt du train.

## Situation ferroviaire
Établie à 295 mètres d'altitude, la gare de Palasca est située au point kilométrique (PK) 75,2 de la ligne de Ponte-Leccia à Calvi (voie unique à écartement métrique), entre les gare de Novella (AF) et de PK 79 + 800 (AF).
Gare d'évitement elle dispose d'une deuxième voie pour le croisement des trains.

## Histoire
La gare de Palasca est mise en service le 10 janvier 1889 par la CFD, lorsqu'elle ouvre à l'exploitation les 45 kilomètres de la section de Ponte-Leccia à Palasca du chemin de fer de Ponte-Leccia à Calvi. Elle est desservie par le chemin de grande communication n°10 et le chemin vicinal ordinaire n°3.

## Service des voyageurs

### Accueil
Halte voyageurs CFC, c'est un point d'arrêt non géré (PANG) à accès libre. Arrêt facultatif  (AF) : le train ne s'arrête que si la demande a été faite au conducteur.

### Desserte
Palasca est desservie par des trains CFC « grande ligne » de la relation Bastia - Calvi.

### Intermodalité
Le stationnement des véhicules est possible à proximité.

## Patrimoine ferroviaire
L'ancien bâtiment voyageurs et l'ancienne hall à marchandises sont devenus des propriétés privées. Sur le site de la gare on trouve également : le château d'eau, pour l'alimentation dans le passé des locomotives à vapeur avec son embase en pierre et son réservoir métallique (inutilisé) ; un édicule pour les toilettes (fermé et en ruine).